# محمد کوثری
محمد کوثری (۱۲۸۵-۱۳۷۸) پژوهشگر ایرانی بود.
او برای نگارش کتاب شپشک‌های نباتی جدید ایران در سال ۱۳۴۲ برندهٔ جایزه سلطنتی کتاب سال شد.